# Cała jesteś w skowronkach
Cała jesteś w skowronkach – trzeci album studyjny zespołu Skaldowie, wydany w 1969 roku.
Jest to najbardziej „przebojowa” płyta w historii Skaldów: z 11 utworów składających się na płytę, 6 zdobyło pierwsze miejsca na listach przebojów. Na płycie znajduje się piosenka „Dwadzieścia minut po północy” opowiadająca o wypadku autobusowym Skaldów w 1968 r. – jest to pierwszy utwór zespołu z gatunku rocka progresywnego. Album został uhonorowany mianem złotej płyty.

## Lista utworów
Strona A
| 1. | „Malowany dym” (Andrzej Zieliński, Leszek Aleksander Moczulski)                    | 3:18  |
|    |                                                                                    |       |
| 2. | „Króliczek” (Andrzej Zieliński, Agnieszka Osiecka)                                 | 2:25  |
|    |                                                                                    |       |
| 3. | „Cała jesteś w skowronkach” (Andrzej Zieliński, Leszek Aleksander Moczulski)       | 4:39  |
|    |                                                                                    |       |
| 4. | „Medytacje wiejskiego listonosza” (Andrzej Zieliński, Leszek Aleksander Moczulski) | 2:48  |
|    |                                                                                    |       |
| 5. | „Żeby coś się stało z nami” (Andrzej Zieliński, Leszek Aleksander Moczulski)       | 2:30  |
|    |                                                                                    |       |
| 6. | „Bas” (Andrzej Zieliński, Wojciech Młynarski)                                      | 2:44  |
|    |                                                                                    |       |
|    |                                                                                    | 18:24 |
|    |                                                                                    |       |
Strona B
| 1. | „Wieczór na dworcu w Kansas City” (Andrzej Zieliński, Agnieszka Osiecka)        | 2:46  |
|    |                                                                                 |       |
| 2. | „Z kopyta kulig rwie” (Andrzej Zieliński, Andrzej Bianusz)                      | 3:16  |
|    |                                                                                 |       |
| 3. | „Dwadzieścia minut po północy” (Andrzej Zieliński, Leszek Aleksander Moczulski) | 6:21  |
|    |                                                                                 |       |
| 4. | „Prześliczna wiolonczelistka” (Andrzej Zieliński, Wojciech Młynarski)           | 3:03  |
|    |                                                                                 |       |
| 5. | „Jeszcze przed chwilą” (Andrzej Zieliński, Leszek Aleksander Moczulski)         | 4:00  |
|    |                                                                                 |       |
|    |                                                                                 | 19:26 |
|    |                                                                                 |       |
Źródło: Skaldowie.

## Skład zespołu
- Andrzej Zieliński – fortepian, organy farfisa, śpiew
- Jacek Zieliński – śpiew, skrzypce, trąbka
- Konrad Ratyński – gitara basowa, śpiew
- Jerzy Tarsiński – gitara
- Jan Budziaszek – perkusja
- Krzysztof Paliwoda – gitara

oraz:
- Alibabki
- Orkiestra i chór Polskiego Radia pod dyrekcją Adama Wiernika oraz Andrzeja i Jacka Zielińskich.
- Maryla Rodowicz – śpiew (11)

Źródło: Skaldowie.